# 서강중학교
서강중학교(瑞江中學校)는 대한민국 광주광역시 북구 운암동에 있는 사립 중학교이다.

## 학교 연혁
- 1982년 12월 4일 : 서강중학교 설립 인가
- 1983년 3월 9일 : 서강중학교 개교 및 제1회 입학
- 2010년 : 사교육절감형 창의경영학교 운영 (~2012.)
- 2012년 : 교육부 지정 학부모학교참여 연구학교 운영 (~2013.)
- 2016년 3월 2일 : 남녀공학 개편
- 2020년 : 학교내 대안교실 운영 (~2022.)
- 2021년 : 학생중심 공간혁신 아지트 프로젝트 선정 (~2022.)
- 2022년 3월 1일 : 제12대 교장 서해영 선생 취임
- 2025년 2월 6일 : 제40회 졸업식 214명(남학생 113명, 여학생 101명) 졸업, 총 졸업인원 14,002명
- 2025년 3월 2일 : 제43회 입학식 212명(남학생 106명, 여학생 106명) 입학

## 참고 자료
- 서강중학교 - 한국교육학술정보원 학교알리미